# Marcelle Deschênes
Pour les articles homonymes, voir Deschênes.
Marcelle Deschênes (2 mars 1939, Price, Québec, Canada) est une compositrice de musique électroacoustique, pianiste, pédagogue et artiste multimédia résidant à Montréal, Canada.

## Biographie
Née en 1939 à Price, près de Rimouski, au Québec, elle se forme en composition avec Jean Papineau-Couture et Serge Garant à l'Université de Montréal de 1963 à 1968, puis séjourne et approfondit cette formation à Paris au Groupe de recherches musicales de l'ORTF avec Pierre Schaeffer, François Bayle et Guy Reibel et à l'Université de Paris VIII de 1968 à 1971,. Elle participe en 1969 à une création collective réalisé par Groupe de recherches musicales et présenté au Festival d'Avignon, Musiques éclatées,. Elle étudie également l'analyse avec Olivier Alain à l'École César-Franck, ainsi que l'ethnomusicologie à l'École pratique des hautes études.
Revenue au Québec en 1971, elle est chargée d'enseignement et de recherche de 1972 à 1977 en perception auditive, en pédagogie musicale pour les enfants et en techniques d'animation multi-art, au Studio de musique électroacoustique de l'Université Laval,. Elle s'associe au groupe d'interprétation électroacoustique GIMEL et participe à leurs concerts.
À Montréal, elle participe activement à la mise en place et au fonctionnement de divers organismes, tels que l'Association pour la création et la recherche électroacoustiques du Québec (ACREQ), l'Action multimédia (avec la compagnie Écran humain), la FATNA (Fondation pour l'application des technologies nouvelles aux arts) ainsi que Nexus (compagnie de création multimédia). Elle est également membre fondatrice de la Communauté électroacoustique canadienne (CEC). Elle a aussi été membre du conseil d'administration de la Société de musique contemporaine du Québec (SMCQ) pendant quelques années.
De 1980 à 1997, elle enseigne, à la faculté de musique de l'Université de Montréal, la composition électroacoustique et multimédia, la perception auditive et les techniques d'écriture électroacoustique. Elle met sur pied, développe et dirige un programme inédit en composition électroacoustique aux trois cycles (baccalauréat, maîtrise et doctorat).

## Œuvre
L'œuvre de Marcelle Deschênes se distingue non seulement par son caractère précurseur, mais aussi par sa polyvalence: spectacles multimédias, photographie, vidéo, musiques instrumentales, mixtes, acousmatiques, radiophoniques, d'application, installation, animation-création pour des non-musiciens. Elle a en particulier orienté sa création vers la recherche de nouvelles formes d'expression artistique intégrant la musique, les techniques les plus récentes, les arts de la scène, les arts visuels et le travail d'équipe multidisciplinaire.
Ses œuvres connaissent une diffusion internationale importante, tant en Europe et en Asie qu'en Amérique. Plusieurs ont été primées ou finalistes dans les concours internationaux: Concours international de musique électroacoustique de Bourges (1978, 1992, 1994, 2002), AMI Multi-Image International Competition, Californie (1986, 1989), Concours international de multi-image, Munich (1989), Concurso International di Musica Electroacustica de São Paulo (2003), Concurso Internacional ART'S XXI, Valencia (2001), Best Animation-Experimental, Reeling, Chicago (2001), Vidéoart, Locarno (2001), Prix Vidéoformes, France (2000), Rendez-vous du cinéma québécois (2000), Festival international nouveau cinéma nouveaux médias (1999), finaliste au Concours international Prix Italia (1989).
Elle a été boursière  de nombreuses institutions, comme le Conseil des arts du Canada, le Conseil des arts et des lettres du Québec, le ministère des Affaires culturelles du Québec, le ministère des Relations internationales du Québec, le Conseil des arts de la communauté urbaine de Montréal (CACUM), le Conseil des arts de l'Ontario, l'Université de Montréal, etc.. Moll, opéra lilliput pour six roches molles en 1976, Les arrivées sont des départs en 1988, ou encore Bulles de vie en 1985 sont des exemples de pièces représentatives de son oeuvre.

## Discographie
- petits Big Bangs[5] (empreintes DIGITALes, IMED 0681[6], 2006)

## Liste d'œuvres
- Bulles de vie (2005)
- Les voix de l'essentiel (2004), installation sonore
- Le bruit des ailes (2000, 02)
- Indigo (2000)
- Musique défilé (1999-2000), événement musical / défilé de mode
- Die Dyer (1999), vidéo de Alain Pelletier
- Big Bang II (1987, 95), installation multimédia de George Dyens
- Le monde est une bulle d'air (1994)
- Les vagues (1994), récitant et bande 16 pistes
- Big Bang III (1992), installation multimédia de George Dyens
- Ludi (1990), opéra médiatique
- Lux æterna (1989)
- Les arrivées sont des départs (1988), 1 instrument à vent MIDI (Yamaha WX7), 1 clavier MIDI (Kurzweil), 1 percussion MIDI (Kat)
- D-503 (1987)
- deUs irae (1985), multi-image
- Lux (1985), spectacle multimédia de Renée Bourassa
- Pot pourri (1984)
- Écran humain (1983), spectacle multimédia de Paul Saint-Jean
- Jour «J» (1981, 83-84), spectacle multimédia
- OPÉRAaaaAH (1981, 83), spectacle multimédia
- Moll, opéra lilliput pour six roches molles (1976), 2 clarinettes, 3 trombones, 3 groupes de percussions, jouets d'enfant et bande
- Talilalilalilalarequiem (1970), flûte, hautbois, clarinette, basson, trompette, cor, tuba, violoncelle, piano, orgue électronique, 4 groupes de percussions et bande
- Chut (1969)
- Encore et toujours ce si (1969), hautbois et bande

### À lire
- Lefebvre, Marie-Thérèse. “Micheline Coulombe Saint-Marcoux et Marcelle Deschênes : Pionnières dans le sentier de la création électroacoustique.” eContact! 11.2 — Figures canadiennes (2) / Canadian Figures (2) (juillet 2009). Montréal: CEC.